# حمام سنو
حمام سنو مربوط به اواخر دوره صفوی و اوایل دوره پهلوی است و در شهرستان گناباد، داخل روسنای سنو واقع شده و این اثر در تاریخ ۱۳ بهمن ۱۳۸۸ با شمارهٔ ثبت ۲۹۰۵۵ به‌عنوان یکی از آثار ملی ایران به ثبت رسیده است.